# Jüdische Gemeinde Lehrensteinsfeld
Die Jüdische Gemeinde in Lehrensteinsfeld ist bereits im 16. Jahrhundert belegt. Von 1832 bis 1867 war der Ort Rabbinatssitz. Die Gemeinde erlebte wie viele jüdische Landgemeinden durch Ab- und Auswanderung ab der zweiten Hälfte des 19. Jahrhunderts einen allmählichen Niedergang und erlosch im Zuge der Judenverfolgung in der Zeit des Nationalsozialismus.

## Geschichte
Die ältesten Hinweise auf einzelne Juden in Lehrensteinsfeld stammen aus dem späten 16. Jahrhundert. Der Ort entstand aus den beiden Dörfern Lehren und Steinsfeld, die im Besitz der Freiherren von Gemmingen und ab 1649/50 der Freiherren von Schmidberg waren. Sowohl die Gemmingensche als auch später die Schmidbergsche Ortsherrschaft nahmen Schutzjuden auf. Im 17. Jahrhundert sind Juden im Ortsteil Steinsfeld, später nur noch im Ortsteil Lehren nachgewiesen. 1653 gab es drei Judenfamilien, 1718 waren es elf Familien, und um 1800 war die jüdische Gemeinde bis auf rund 100 Personen angewachsen. 1828 stellten die Juden mit 105 Personen über ein Drittel der Bevölkerung des inzwischen zum Königreich Württemberg gekommenen Ortes Lehren. Durch verschiedene Gesetze, beginnend mit dem württembergischen Gesetz in Betreff der öffentlichen Verhältnisse der israelitischen Glaubensgenossen vom 25. April 1828, wurden sie bis 1864 Bürgern in den Rechtsnormen weitgehend gleichgestellt. 
Eine Synagoge war schon seit dem 18. Jahrhundert im Haus des Aaron Nathan eingerichtet, der eine umfangreiche Rabbinatsstiftung machte, aus der ein Rabbiner besoldet und 1832 ein Rabbinat eingerichtet wurde. Dem Bezirksrabbinat Lehrensteinsfeld gehörten die jüdischen Gemeinden in Affaltrach, Eschenau, Kochendorf (mit den Juden aus Neckarsulm, Oedheim und Gundelsheim), Massenbachhausen (mit Filialen in Massenbach und Bonfeld) und Sontheim (mit Filialen in Horkheim und Talheim) an. 1867 wurde das Rabbinat nach Heilbronn verlegt, wo sich nach 1830 die große Jüdische Gemeinde Heilbronn entwickelt hatte. Der Begräbnisplatz der Lehrener Juden war der Jüdische Friedhof in Affaltrach, vereinzelt aber auch der Jüdische Friedhof Heinsheim.
Von 1832 bis 1905 bestand in Lehrensteinsfeld eine eigene israelitische Konfessionsschule, die mitsamt einfacher Lehrerwohnung im Haus der Synagoge untergebracht war. 1861 waren die meisten der Lehrener Juden im Viehhandel tätig, einige waren auch Land- und Gastwirte. Die jüdische Gemeinde in Lehrensteinsfeld verlor ab der zweiten Hälfte des 19. Jahrhunderts durch Ab- und Auswanderung kontinuierlich an Mitgliedern. 1869 gab es noch 84 Juden, 1900 noch 64 und 1933 noch 11.

## Nationalsozialistische Verfolgung
In den Jahren 1935/36 hielten sich vorübergehend weitere Juden in Lehrensteinsfeld auf, da ein jüdisches landwirtschaftliches Lehrgut am Ort zahlreiche junge Juden zur Hachschara ausbildete. Die Synagoge aus dem 17. Jahrhundert wurde nach dem letzten Gottesdienst am 26. Juni 1938 verkauft, später umgebaut und als Obstlagerschuppen benutzt. Während der Reichspogromnacht im November 1938 kam es zu judenfeindlichen Ausschreitungen, bei denen Juden misshandelt und ihre Wohnungen demoliert wurden. Neun der elf Juden, die 1933 noch in Lehrensteinsfeld wohnten, konnten auswandern, die anderen beiden wurden während der Deportation deutscher Juden ermordet.
Das Gedenkbuch des Bundesarchivs verzeichnet 12 in Lehrensteinsfeld geborene jüdische Bürger, die dem Völkermord des nationalsozialistischen Regimes zum Opfer fielen.

## Bürgerliche Namen
Als alle Juden in Württemberg 1828 erbliche Familiennamen annehmen mussten, nahmen die 39 Familienvorstände der Lehrensteinsfelder Juden folgende Namen an: Juda (7), Maier (6), Hirschheimer (4), David (2), Hajum (2), Stern (2), Strauß (2), Abraham (1), Adler (1), Alexander (1), Chan (1), Falk (1), Freudenthaler (1), Hirsch (1), Jakob (1), Levi (1), Rothschild (1), Seligmann (1), Thalheimer (1), Werheimer (1) und Wolf (1).